# إرنست فورتين
إرنست فورتين (بالإنجليزية: Ernest Fortin)‏ هو فيلسوف أمريكي، ولد في 17 ديسمبر 1923 في مقاطعة بروفيدانس في الولايات المتحدة، وتوفي في 22 أكتوبر 2002 في بوسطن في الولايات المتحدة.